# François Debeauvais
François Debeauvais, o també François Debauvais, Fransez Debeauvais, Fransez Debauvais, Fañch Debeauvais, Fañch Debauvais, Fañch Deb, (Rennes, 1902 - Colmar, Alsàcia 20 de març de 1944) fou un nacionalista bretó. Era fill d'un modest jardiner de la regió de Pertre.
Estudià farmàcia, però des del 1919 ja col·laborava a Breiz Atao i el 1920 fou nomenat president de l'Unvaniez Yaounkiz Breiz. Amb Yann Bricler i Olier Mordrel donarà una forta empenta al moviment i el setembre de 1927 convocà el primer congrés de Breiz Atao a Rosporden. S'adherí al Partit Autonomista Bretó i participà en el Congrés Pancèltic de Quimper de 1924, amb Yann Sohier, Youenn Drezen, Jakez Riou, Abeozen, Marcel Guieysse, sota la bandera de Breiz Atao. El 1930 proposà la creació d'un setmanari anomenat Le Peuple breton, però ho deixà córrer per manca de finançament.

## El PNB
Després del congrés de Guingamp d'agost de 1931, el PAB es dividí entre federalistes i nationalistes. François Debeauvais es posà de part dels últims i amb ells va fundar el nou Partit Nacional Bretó del que en fou administrador.
El 12 de març de 1933 publicà a Breiz Atao numéro 170 un programa nommé Saga elaborat per Olier Mordrel (Strollad Ar Gelted Adsavet : Grup/Partit dels Celtes Reviscolats), però ho presentà com una proposició externa al partit, ja que molts lectors eren crítics amb els deliris feixistes de Mordrel publicats regularment a Stur. El 1937,empentà l'extremista Mordrel a prendre el poder al PNB.
Le 25 d'octubre 1938 hagué d'exiliar-se a Bèlgica amb Fred Moyse i fou condemnat a 6 meses de preó. El 14 de desembre de 1938 fou novament condemnat amb Olier Mordrel a un any de presó per «atemptar a la unitat de la nació». Fou alliberat el 25 de juliol de 1939.

### La fugida
En declarar-se la Segona Guerra Mundial, el partit fou dissolt pel govern d'Edouard Daladier l'octubre de 1939, els seus béns confiscats i els arxius destruïts. Debauvais marxà a l'exili. Des d'Amsterdam, Mordrel i Debauvais adreçaren un manifest als bretons, condemnant la guerra.
A finals de 1939 s'amagà a Berlín « per intentar jugar la carta de la independència bretona davant l'eventual desfeta de França». Esperava que els pangermanistes i militars alemanys donessin suport a la creació d'un Estat Bretó. Ell i Mordrel adreçaren el gener de 1940 una Lizer Brezl (Carta de guerra) a llurs militants apel·lant que un veritable bretó no tenia el deure de morir per França. I l'abril del mateix any, imitant Roger Casement, projectà desembarcar en un submarí a les costes de Bro Leon per a reconstituir el PNB en la clandestinitat, però Mordrel l'instà a deixar-ho córrer.
El 7 de maig de 1940, ell i Olier Mordrel foren jutjats per contumàcia per un tribunal militar de Rennes per «atemptar a la seguretat exterior de l'estat i a la integritat del territori, reclutant un grup sediciós, incitant els militars a la deserció i a la traïció». Foren degradats militarment i condemnats a mort. Al mateix temps, va dirigir a Berlín un pretès «govern bretó a l'exili» (Bretonische Regierung), mercè la complicitat d'agents del servei secret, partidaris de la independència bretona, que els facilitaren passaports de Statenlos, reservats als apàtrides. El 22 de juny de 1940 tornà de l'exili a Rennes, on els alemanys hi havien entrat dos dies abans.

### El retorn
El 24 de juny de 1940 s'instal·là novament a Bretanya i el juliol, al «Congrés» de Pontivy, Debeauvais i Mordrel crearen el Comitè Nacional Bretó. Edità la revista l'Heure Bretonne, apareguda entre juliol de 1940 i juny de 1944 (el seu primer redactor fou Morvan Lebesque).
Tanmateix, l'octubre de 1940 s'agreujavà la tuberculosi que patia i els metges li recomanaren repòs. Deixà aleshores la direcció del partit a Raymond Delaporte i a Mordrel, i pel desembre del 1940 gairebé no intervé en les decisions del PNB. Tot i així, ideològicament segueix proper al nacional-socialisme i del 1941 al 1943 és nomenat secretari de la comissió d'història de l'Institut Cèltic de Bretanya. Intentà prendre el control de la nova Bezen Perrot creada per Célestin Lainé. Però el gener de 1944 és internat en una clínica de Colmar (Alsàcia) i va morir el 20 de març. Abans de morir, va afiliar el seu fill a les Joventuts Hitlerianes a Zillisheim. Havia estat casat amb Anna Youenou, membre de Breizh Atao

## Publicacions
- L'intérêt breton et l'avenir de la Bretagne: essai d'un nationalisme breton positif. Ed. du Breiz Atao - Rennes. Imprimerie Riou-Reuzé, Rennes. 1926